# 氟化钡
氟化钡（化学式：BaF2）是钡生成的氟化物。

## 性质
无色立方细小结晶。微溶于热水，溶于酸和氯化铵。有毒！
在自然界中以氟钡矿（frankdicksonite）的形式存在。

## 结构
固态氟化钡为萤石型晶体结构，立方晶系。高压下转变为氯化铅型结构。
气态时，以 BaF2 分子的形式存在，F-Ba-F 键角约为 108°，与价层电子对互斥理论的预测相矛盾。 从头计算的结果显示这是钡原子的 d 轨道参与的结果。 也有理论认为这是由钡内层电子的极化作用，在钡原子周围产生四面体型的电荷分布，并与 Ba-F 键发生作用造成的。

## 制取
一般由碳酸钡与水调成的浆液与氢氟酸进行反应，再经过滤、干燥、粉碎得到成品。

## 用途
用于光学玻璃、电机电刷、光导纤维、激光发生器、涂料、助熔剂及珐琅。用作木材防腐剂和杀虫剂。